# Рівень бічних пелюсток діаграми спрямованості

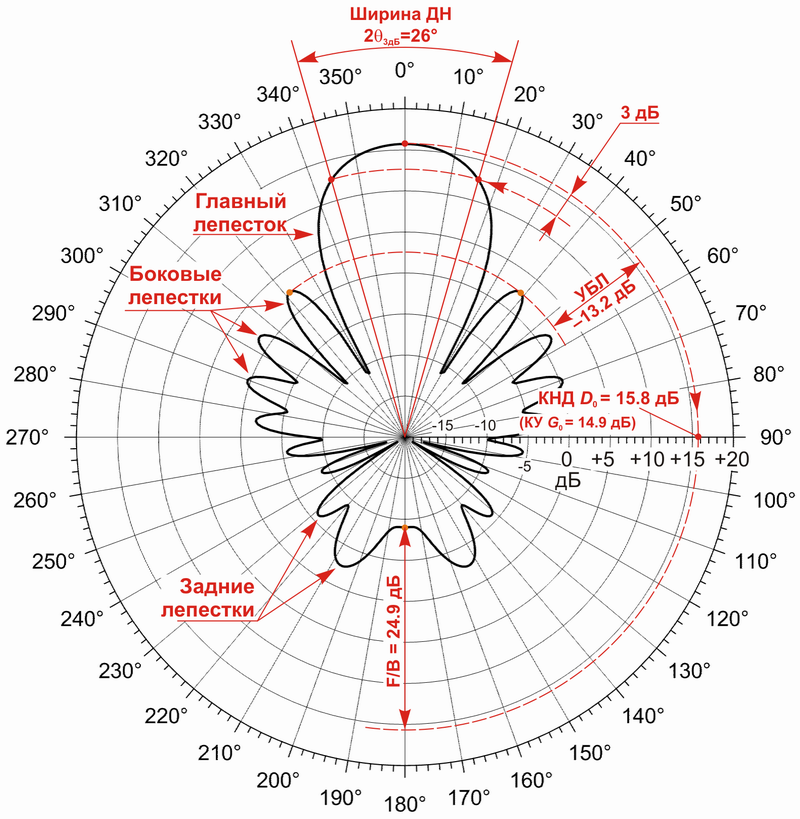
Приклад діаграми спрямованості антени та параметри ДС: ширина, коефіцієнт спрямованої дії (КСД), РБП, відносний рівень заднього випромінювання

Рівень бічних пелюсток (РБП) (англ. side lobe level, SLL) діаграми спрямованості (ДС) антени — відносний (нормований до максимуму ДС) рівень випромінювання антени в напрямку бічних пелюсток. Як правило, РБП виражають у децибелах, рідше визначають РБП «за потужністю» або «за полем».
ДС реальної (скінченних розмірів) антени — осцилювальна функція, в якій виділяють глобальний максимум, що є центром головної пелюстки ДС, а також інші локальні максимуми ДС та відповідні їм так звані бічні пелюстки ДС. Термін бічний слід розуміти як побічний, а не буквально (пелюстка, спрямована «вбік»). Пелюстки ДС нумерують за порядком, починаючи з головної, якій надають номер нуль. Дифракційна (інтерференційна) пелюстка ДС, що виникає в розрідженій антенній ґратці, бічною не вважається. Мінімуми ДС, що розділяють пелюстки ДС, називають нулями (рівень випромінювання в напрямках нулів ДС може бути як завгодно малим, проте насправді випромінювання завжди є). Область бічного випромінювання розбивають на підобласті: область ближніх бічних пелюсток (прилеглу до головної пелюстки ДС), проміжну область та область задніх бічних пелюсток (уся задня півсфера).
Під РБП розуміють відносний рівень найбільшої бічної пелюстки ДС. Як правило, найбільшою за величиною є перша (прилегла до головної) бічна пелюстка.
Для антен з високою спрямованістю використовують також середній рівень бічного випромінювання (нормована до свого максимуму ДС усереднюється в секторі кутів бічного випромінювання) і рівень далеких бічних пелюсток (відносний рівень найбільшої бічної пелюстки в області задніх бічних пелюсток).
Для антен поздовжнього випромінювання для оцінення рівня випромінювання у напрямку «назад» (у напрямку, протилежному до напрямку головної пелюстки ДС) використовують параметр відносний рівень заднього випромінювання (англ. front/back, F/B — відношення вперед/назад), і при оцінюванні РБП це випромінювання не враховується. Також для оцінення рівня випромінювання у напрямку «вбік» (у напрямку, перпендикулярному до головної пелюстки ДС) використовують параметр відносний рівень бічного випромінювання (англ. front/side, F/S — відношення вперед/убік).
Значення РБП супроводжують відомостями про характер розподілу бічних пелюсток у просторі, наприклад, вказують на зменшення або збереження їх величини на приблизно сталому рівні. Якщо поле випромінювання має складну поляризаційну структуру, то величину РБП знаходять як за основною, так і за паразитної складовими ДС. Разом із РБП рівень бічного випромінювання характеризують коефіцієнтом розсіювання — повним і парціальним за вибраною підобластю бічного випромінювання.
РБП, як і ширина головної пелюстки ДС, є параметрами, що визначають роздільність і завадозахищеність радіотехнічних систем. Тому в технічних завданнях на розробку антен цим параметрам приділяють значну увагу. Ширину променя та РБП контролюють як при введенні антени в експлуатацію, так і в процесі експлуатації.

## Цілі зниження РБП
- У режимі приймання антена з низьким РБП «більш завадостійка», оскільки краще здійснює селекцію за простором корисного сигналу на тлі шуму й завад, джерела яких розташовані в напрямках бічних пелюсток.
- Антена з низьким РБП забезпечує системі більшу електромагнітну сумісність із іншими радіоелектронними засобами та високочастотними пристроями
- Антена з низьким РБП забезпечує системі більшу скритність.
- В антені системи автосупроводу цілі можливий хибний супровід за боковими пелюстками.
- Зниження РБП (за фіксованої ширини головної пелюстки ДС) веде до зростання рівня випромінювання в напрямку головної пелюстки ДС (до зростання КСД): випромінювання антени у напрямку, відмінному від головного — зайва втрата енергії. Однак, як правило, за фіксованих габаритів антени зниження РБП веде до зниження коефіцієнта використання поверхні (КВП), розширення головної пелюстки ДС та зниження КСД.

Розплатою за нижчий РБП є розширення головної пелюстки ДС (за фіксованих розмірів антени), а також, як правило, складніша конструкція розподільної системи та менший ККД (у ФАР).

## Способи зниження РБП
Оскільки ДС антени в дальній зоні та амплітудно-фазовий розподіл (АФР) струмів по антені пов'язані між собою перетворенням Фур'є, то РБП, як вторинний параметр ДС, визначається законом АФР. Основним способом зниження РБП під час проєктування антени є вибір плавнішого (спадного до країв антени) просторового розподілу амплітуди струму. Міра цієї «плавності» — коефіцієнт використання поверхні (КВП) антени.
Знизити рівень окремих бічних пелюсток можна також завдяки введенню випромінювачів зі спеціально підібраною амплітудою та фазою збуджувального струму — компенсаційних випромінювачів у ФАР, а також плавним зміненням довжини стінки випромінювальної апертури (в апертурних антенах).
До зростання РБП веде нерівномірний (відмінний від лінійного закону) просторовий розподіл фази струму в антені («фазові похибки»).